# ウェストバージニア州の郡一覧
ウェストバージニア州の郡一覧（List of counties in West Virginia）は、アメリカ合衆国ウェストバージニア州内の郡の一覧である。ウェストバージニア州内には55の郡がある。

## 歴史
ウェストバージニア州の郡の大半はバージニア州に属していた。1861年のホイーリング会議の時には50の郡があった。他の5郡（グラント郡、ミネラル郡、リンカーン郡、サマーズ郡、ミンゴ郡）は、1863年6月20日にウェストバージニアが州に昇格した後で、州の中で新設された。州昇格の時、東端にあるバークレー郡とジェファーソン郡はウェストバージニア州に含まれることを拒否した。1866年3月、アメリカ合衆国議会がこの2郡の含入を命令する共同決議を成立させた。
ウェストバージニア州憲法は1872年に批准され、州昇格時の1863年憲法に置き換わった。憲法第9条第8章には、新郡を創設する条件を定めてある。すなわち新郡となる地域の住民が投票で新設に賛成し、面積は最低400平方マイル (1,000 km2) あり、人口は最少6,000人いることである。別の郡がこの条件を満たさなくさせる場合は、新郡の創設が認められない。
地方政府における郡の役割は1863年憲法で最小化されており、大半の地方政府はニューイングランドで使われている郡区の体系における権限を与えられていた。1872年憲法では、バージニア州で使われている体系に戻す道を選択し、各郡は行政、立法、司法の機能を組み合わせた権限のある郡政府によって統治されることとなった。さらに1880年に憲法が改正され、統治権限を7人の郡役人で分割し、7人の役員は別々の選挙で選ばれる体系に修正した。7人の役人とは、郡委員、郡事務官、巡回裁判所事務官、郡保安官、郡評価官、郡検察官、郡土地測量師である。郡には州憲法あるいは州法で認められた権限のみが与えられている。その権限とは、州のインフラを保守し、図書館の資金を手当てし、監獄と病院およびゴミ処理機能を維持することが含まれるが、これには限定されない。公共教育の改革が1933年に郡機能になった。1933年5月、郡単位の計画が採択された。この計画の下で、398あった教育学区が、現行55郡それぞれの教育学区に統合再編された。これにより公立学校は経済的に資金手当され、州はかなりの財源を節約できることになった。

## 面積と人口
面積最大の郡はランドルフ郡であり、その値は1,040平方マイル (2,694 km2) である。面積最少はハンコック郡であり、その値は83平方マイル (215 km2) である。カナー郡はこれまで12郡の新設に土地を提供しており、現在人口最大の郡でもある（2020年時点で180,745人）。ワート郡が人口最少である（2020年時点で5,194人）。最古の郡は1754年に設立されたハンプシャー郡であり、最新の郡は1895年設立のミンゴ郡である。ペンドルトン郡にあるスプルースノブが標高4,863フィート (1,482 m) で、州内最高地点である。
次の一覧はアルファベット順である。また、人口は2020年国勢調査による。

## ウェストバージニア州の郡の一覧
| ウェストバージニア州の郡の一覧 | ウェストバージニア州の郡の一覧 | ウェストバージニア州の郡の一覧 | ウェストバージニア州の郡の一覧 | ウェストバージニア州の郡の一覧 | ウェストバージニア州の郡の一覧 |
| 郡名                           | 郡庁所在地                     | 設立年月日                     | 人口 （2020年）                | 陸地面積 （km2）               | 地図                           |
| ------------------------------ | ------------------------------ | ------------------------------ | ------------------------------ | ------------------------------ | ------------------------------ |
| バーバー郡 Barbour             | フィラピー                     | 1843年                         | 15,465                         | 883                            |                                |
| バークレー郡 Berkeley          | マーティンズバーグ             | 1772年                         | 122,076                        | 831                            |                                |
| ブーン郡 Boone                 | マディソン                     | 1847年                         | 21,809                         | 1,303                          |                                |
| ブラクストン郡 Braxton         | サットン                       | 1836年                         | 12,447                         | 1,331                          |                                |
| ブルック郡 Brooke              | ウェルズバーグ                 | 1796年                         | 22,559                         | 231                            |                                |
| キャベル郡 Cabell              | ハンティントン                 | 1809年                         | 94,350                         | 730                            |                                |
| カルフーン郡 Calhoun           | グランツビル                   | 1856年                         | 6,229                          | 728                            |                                |
| クレイ郡 Clay                  | クレイ                         | 1858年                         | 8,051                          | 886                            |                                |
| ドッドリッジ郡 Doddridge       | ウェストユニオン               | 1845年                         | 7,808                          | 829                            |                                |
| ファイエット郡 Fayette         | ファイエットビル               | 1831年                         | 40,488                         | 1,720                          |                                |
| ギルマー郡 Gilmer              | グレンビル                     | 1845年                         | 7,408                          | 881                            |                                |
| グラント郡 Grant               | ピーターズバーグ               | 1866年                         | 10,976                         | 1,235                          |                                |
| グリーンブライア郡 Greenbrier  | ルイスバーグ                   | 1778年                         | 32,977                         | 2,644                          |                                |
| ハンプシャー郡 Hampshire       | ロムニー                       | 1754年                         | 23,093                         | 1,663                          |                                |
| ハンコック郡 Hancock           | ニューカンバーランド           | 1848年                         | 29,095                         | 215                            |                                |
| ハーディ郡 Hardy               | ムーアフィールド               | 1786年                         | 14,299                         | 1,510                          |                                |
| ハリソン郡 Harrison            | クラークスバーグ               | 1784年                         | 65,921                         | 1,077                          |                                |
| ジャクソン郡 Jackson           | リプリー                       | 1831年                         | 27,791                         | 1,207                          |                                |
| ジェファーソン郡 Jefferson     | チャールズタウン               | 1801年                         | 57,701                         | 544                            |                                |
| カナー郡 Kanawha               | チャールストン                 | 1789年                         | 180,745                        | 2,339                          |                                |
| ルイス郡 Lewis                 | ウェストン                     | 1816年                         | 17,033                         | 1,008                          |                                |
| リンカーン郡 Lincoln           | ハムリン                       | 1867年                         | 20,463                         | 1,134                          |                                |
| ローガン郡 Logan               | ローガン                       | 1824年                         | 32,567                         | 1,176                          |                                |
| マリオン郡 Marion              | フェアモント                   | 1842年                         | 56,205                         | 803                            |                                |
| マーシャル郡 Marshall          | マウンズビル                   | 1835年                         | 30,591                         | 795                            |                                |
| メイソン郡 Mason               | ポイントプレザント             | 1804年                         | 25,453                         | 1,119                          |                                |
| マクドウェル郡 McDowell        | ウェルチ                       | 1858年                         | 19,111                         | 1,386                          |                                |
| マーサー郡 Mercer              | プリンストン                   | 1837年                         | 59,664                         | 1,088                          |                                |
| ミネラル郡 Mineral             | カイザー                       | 1866年                         | 26,938                         | 850                            |                                |
| ミンゴ郡 Mingo                 | ウィリアムソン                 | 1895年                         | 23,568                         | 1,096                          |                                |
| モノンガリア郡 Monongalia      | モーガンタウン                 | 1776年                         | 105,822                        | 935                            |                                |
| モンロー郡 Monroe              | ユニオン                       | 1799年                         | 12,376                         | 1,225                          |                                |
| モーガン郡 Morgan              | バークレースプリングス         | 1820年                         | 17,063                         | 593                            |                                |
| ニコラス郡 Nicholas            | サマーズビル                   | 1818年                         | 24,604                         | 1,681                          |                                |
| オハイオ郡 Ohio                | ホイーリング                   | 1776年                         | 42,425                         | 275                            |                                |
| ペンドルトン郡 Pendleton       | フランクリン                   | 1788年                         | 6,143                          | 1,808                          |                                |
| プレザンツ郡 Pleasants         | セントメアリーズ               | 1851年                         | 7,653                          | 339                            |                                |
| ポカホンタス郡 Pocahontas      | マーリントン                   | 1821年                         | 7,869                          | 2,435                          |                                |
| プレストン郡 Preston           | キングウッド                   | 1818年                         | 34,216                         | 1,678                          |                                |
| パットナム郡 Putnam            | ウィンフィールド               | 1848年                         | 57,440                         | 896                            |                                |
| ローリー郡 Raleigh             | ベックリー                     | 1850年                         | 74,591                         | 1,572                          |                                |
| ランドルフ郡 Randolph          | エルキンズ                     | 1787年                         | 27,932                         | 2,694                          |                                |
| リッチー郡 Ritchie             | ハリスビル                     | 1843年                         | 8,444                          | 1,176                          |                                |
| ローン郡 Roane                 | スペンサー                     | 1856年                         | 14,028                         | 1,254                          |                                |
| サマーズ郡 Summers             | ヒントン                       | 1871年                         | 11,959                         | 935                            |                                |
| テイラー郡 Taylor              | グラフトン                     | 1844年                         | 16,705                         | 448                            |                                |
| タッカー郡 Tucker              | パーソンズ                     | 1856年                         | 6,762                          | 1,085                          |                                |
| タイラー郡 Tyler               | ミドルボーン                   | 1814年                         | 8,313                          | 668                            |                                |
| アップシャー郡 Upshur          | バックハノン                   | 1851年                         | 23,816                         | 919                            |                                |
| ウェイン郡 Wayne               | ウェイン                       | 1842年                         | 38,982                         | 1,311                          |                                |
| ウェブスター郡 Webster         | ウェブスタースプリングス       | 1860年                         | 8,378                          | 1,440                          |                                |
| ウェッツェル郡 Wetzel          | ニューマーティンズビル         | 1846年                         | 14,442                         | 930                            |                                |
| ワート郡 Wirt                  | エリザベス                     | 1848年                         | 5,194                          | 603                            |                                |
| ウッド郡 Wood                  | パーカーズバーグ               | 1798年                         | 84,296                         | 951                            |                                |
| ワイオミング郡 Wyoming         | パインビル                     | 1850年                         | 21,382                         | 1,298                          |                                |